# Gladiolus rufomarginatus
Gladiolus rufomarginatus là một loài thực vật có hoa trong họ Diên vĩ. Loài này được G.J.Lewis miêu tả khoa học đầu tiên năm 1972.